# 印度潘鰍
印度潘鰍為輻鰭魚綱鯉形目鰍科的其中一種，為熱帶淡水魚，分布於亞洲印度喀拉拉邦Colem河流域，體長可達3.1公分，棲息在沙底質、水流緩慢的底層水域，生活習性不明，可作為觀賞魚。

## 扩展阅读
維基物種上的相關：印度潘鰍